# Campionato mondiale di scherma 1992
Il Campionato mondiale di scherma del 1992 si è svolto a L'Avana a Cuba. Si disputarono solo le competizioni femminili di spada, in quanto la disciplina non era ancora considerata uno sport olimpico e pertanto non era compresa nel programma olimpico di Barcellona 1992. Le gare hanno avuto luogo tra il 10 e il 12 luglio 1992.

## Risultati

### Donne
| Evento                       | Oro                                                                 | Argento                                                                        | Bronzo                                                        |
| Spada                        |                                                                     |                                                                                |                                                               |
| Spada individuale (dettagli) | Mariann Horváth                                                     | Sophie Moressée                                                                | Pernette Osinga Marija Mazina                                 |
| Spada a squadre (dettagli)   | Ungheria Mariann Horváth Marina Várkonyi Tímea Nagy Zsuzsanna Szőcs | Germania Renate Riebandt-Kaspar Dagmar Ophardt Imke Duplitzer Eva-Maria Ittner | Italia Saba Amendolara Corinna Panzeri Elisa Uga Laura Chiesa |

## Medagliere
| Posizione | Nazione           |   |   |   | Totale |
| --------- | ----------------- | - | - | - | ------ |
| 1         | Ungheria          | 2 | 0 | 0 | 2      |
| 2         | Francia           | 0 | 1 | 0 | 1      |
| 2         | Germania          | 0 | 1 | 0 | 1      |
| 4         | Squadra Unificata | 0 | 0 | 1 | 1      |
| 4         | Italia            | 0 | 0 | 1 | 1      |
| 4         | Paesi Bassi       | 0 | 0 | 1 | 1      |
| Totale    | Totale            | 2 | 2 | 3 | 7      |